# Townesia tenuiventris
Townesia tenuiventris là một loài tò vò trong họ Ichneumonidae.